# Буш-дю-Рон
Буш-дю-Рон (фр. Bouches-du-Rhône, дослівно — «гирло Рони») — департамент Франції, один із департаментів регіону Прованс — Альпи — Лазурний берег. Порядковий номер 13.
Адміністративний центр — Марсель. Населення 1,84 млн чоловік (1999).

## Географія
Площа території 5087 км².

Топографічна карта Масиву Альпіль

Департамент об'єднує чотири округи, 57 кантонів і 119 комун.

## Історія
Буш-дю-Рон — один із перших департаментів, утворених під час Великої французької революції в березні 1790 року. Виник на території провінції Прованс. 1793 року межі були змінені.